# Meriyasu
Meriyasu (jap. 莫大小) – rodzaj muzyki wykorzystywany w japońskim teatrze kabuki.
Nazwa pochodzi od portugalskiego słowa meias, oznaczającego rozciągliwy materiał (używany w odniesieniu do odzieży z dzianiny). Meriyasu stało się formą muzyki teatralnej, która rozwijała się i zanikała w celu dopasowania do wydarzeń rozgrywających się na scenie. Utwory wykonywane na shamisenie zwykle wykorzystywane są w celu towarzyszenia fragmentom dialogu, w rezultacie czego są to zazwyczaj instrumentalne partie solowe, niż pieśni. Mimo wszystko, rodzaj meriyasu jest nadal klasyfikowany jako podzbiór muzyki nagauta.